# Marchélepot
Marchélepot is een plaats en voormalige gemeente in het Franse departement Somme in de regio Hauts-de-France en telt 421 inwoners (2004). De plaats maakt deel uit van het arrondissement Péronne.

## Geschiedenis
Marchélepot is op 1 januari 2019 gefuseerd met de gemeente Misery tot de gemeente Marchélepot-Misery. 

## Geografie
De oppervlakte van Marchélepot bedraagt 5,3 km², de bevolkingsdichtheid is 79,4 inwoners per km².
De onderstaande kaart toont de ligging van Marchélepot met de belangrijkste infrastructuur en aangrenzende gemeenten.

## Demografie
Onderstaande figuur toont het verloop van het inwonertal.